# Temporada 1982-83 de Los Angeles Lakers
La temporada 1982-83 fue la trigésimo quinta de los Lakers en la NBA, y la vigésimo tercera en su ubicación en Los Ángeles, California. La temporada regular acabaron con 58 victorias y 24 derrotas, ocupando el primer puesto de la Conferencia Oeste, clasificándose para los playoffs en los que alcanzaron las Finales, en las que cayeron derrotados con contundencia por 0-4 ante Philadelphia 76ers, en una revancha de la temporada anterior.

## Elecciones en elDraft
| Ronda | Puesto | Jugador      | Posición | Nacionalidad   | Universidad    |
| ----- | ------ | ------------ | -------- | -------------- | -------------- |
| 1     | 1      | James Worthy | Alero    | Estados Unidos | North Carolina |
| 3     | 54     | Hutch Jones  | Alero    | Estados Unidos | Vanderbilt     |

## Temporada regular
| División Pacífico        | División Pacífico | División Pacífico | División Pacífico | División Pacífico | División Pacífico | División Pacífico | División Pacífico | División Pacífico |
| Equipo                   | G                 | P                 | %                 | PD                | Casa              | Fuera             | Div               |                   |
| ------------------------ | ----------------- | ----------------- | ----------------- | ----------------- | ----------------- | ----------------- | ----------------- | ----------------- |
| y-Los Angeles Lakers     | 58                | 24                | .707              | –                 | 33–8              | 25–16             | 21–9              |                   |
| x-Phoenix Suns           | 53                | 29                | .646              | 5                 | 32–9              | 21–20             | 21–9              |                   |
| x-Seattle SuperSonics    | 48                | 34                | .585              | 10                | 29–12             | 19–22             | 14–16             |                   |
| x-Portland Trail Blazers | 46                | 36                | .561              | 12                | 31–10             | 15–26             | 16–14             |                   |
| Golden State Warriors    | 30                | 52                | .366              | 28                | 21–20             | 9–32              | 11–19             |                   |
| San Diego Clippers       | 25                | 57                | .305              | 33                | 18–23             | 7–34              | 7–23              |                   |

## Playoffs

### Semifinales de Conferencia
Los Angeles Lakers vs. Portland Trail Blazers 
| Fecha       | Partido                                            | Ciudad    |
| ----------- | -------------------------------------------------- | --------- |
| 24 de abril | Los Angeles Lakers 118, Portland Trail Blazers 97  | Inglewood |
| 26 de abril | Los Angeles Lakers 112, Portland Trail Blazers 106 | Inglewood |
| 29 de abril | Portland Trail Blazers 109, Los Angeles Lakers 115 | Portland  |
| 1 de mayo   | Portland Trail Blazers 108, Los Angeles Lakers 95  | Portland  |
| 3 de mayo   | Los Angeles Lakers 116, Portland Trail Blazers 108 | Inglewood |
|             | Los Angeles Lakers gana las series 4-1             |           |

### Finales de Conferencia
Los Angeles Lakers vs. San Antonio Spurs 
| Fecha      | Partido                                       | Ciudad      |
| ---------- | --------------------------------------------- | ----------- |
| 8 de mayo  | Los Angeles Lakers 119, San Antonio Spurs 107 | Los Ángeles |
| 10 de mayo | Los Angeles Lakers 113, San Antonio Spurs 122 | Los Ángeles |
| 13 de mayo | San Antonio Spurs 100, Los Angeles Lakers 113 | San Antonio |
| 15 de mayo | San Antonio Spurs 121, Los Angeles Lakers 129 | San Antonio |
| 18 de mayo | Los Angeles Lakers 112, San Antonio Spurs 117 | Los Ángeles |
| 20 de mayo | San Antonio Spurs 100, Los Angeles Lakers 101 | San Antonio |
|            | Los Angeles Lakers gana las series 4-2        |             |

### Finales de la NBA
Philadelphia 76ers vs. Los Angeles Lakers
| Fecha      | Partido                                        | Ciudad      |
| ---------- | ---------------------------------------------- | ----------- |
| 22 de mayo | Philadelphia 76ers 113, Los Angeles Lakers 107 | Filadelfia  |
| 26 de mayo | Philadelphia 76ers 110, Los Angeles Lakers 94  | Filadelfia  |
| 29 de mayo | Los Angeles Lakers 94, Philadelphia 76ers 111  | Los Ángeles |
| 31 de mayo | Los Angeles Lakers 108, Philadelphia 76ers 115 | Los Ángeles |
|            | Philadelphia 76ers gana las series 4-0         |             |

## Estadísticas
| Rk | Jugador             | Edad | P  | PT | MP   | TC  | TCI  | %TC  | T3  | T3I | %T3  | TL  | TLI | %TL   | RO  | RD  | RT  | AS   | RB  | TAP | BP  | FP  | PTS  |
| -- | ------------------- | ---- | -- | -- | ---- | --- | ---- | ---- | --- | --- | ---- | --- | --- | ----- | --- | --- | --- | ---- | --- | --- | --- | --- | ---- |
| 1  | Magic Johnson       | 23   | 79 | 79 | 36.8 | 6.5 | 11.8 | .548 | 0.0 | 0.3 | .000 | 3.8 | 4.8 | .800  | 2.7 | 5.9 | 8.6 | 10.5 | 2.2 | 0.6 | 3.8 | 2.5 | 16.8 |
| 2  | Norm Nixon          | 27   | 79 | 79 | 34.3 | 6.7 | 14.2 | .475 | 0.0 | 0.2 | .000 | 1.6 | 2.1 | .744  | 0.8 | 1.8 | 2.6 | 7.2  | 1.3 | 0.1 | 3.0 | 2.2 | 15.1 |
| 3  | Kareem Abdul-Jabbar | 35   | 79 | 79 | 32.3 | 9.1 | 15.5 | .588 | 0.0 | 0.0 | .000 | 3.5 | 4.7 | .749  | 2.1 | 5.4 | 7.5 | 2.5  | 0.8 | 2.2 | 2.5 | 2.8 | 21.8 |
| 4  | Jamaal Wilkes       | 29   | 80 | 80 | 31.9 | 8.6 | 16.1 | .530 | 0.0 | 0.1 | .000 | 2.5 | 3.4 | .757  | 1.8 | 2.5 | 4.3 | 2.3  | 0.8 | 0.2 | 1.9 | 2.8 | 19.6 |
| 5  | Michael Cooper      | 26   | 82 | 3  | 26.2 | 3.2 | 6.1  | .535 | 0.1 | 0.3 | .238 | 1.2 | 1.6 | .785  | 1.0 | 2.3 | 3.3 | 3.8  | 1.4 | 0.6 | 1.6 | 2.5 | 7.8  |
| 6  | James Worthy        | 21   | 77 | 1  | 25.6 | 5.8 | 10.0 | .579 | 0.0 | 0.1 | .250 | 1.8 | 2.9 | .624  | 2.0 | 3.1 | 5.2 | 1.7  | 1.2 | 0.8 | 2.3 | 2.9 | 13.4 |
| 7  | Kurt Rambis         | 24   | 78 | 77 | 23.2 | 3.0 | 5.3  | .569 | 0.0 | 0.0 | .000 | 1.5 | 2.1 | .687  | 2.1 | 4.7 | 6.8 | 1.2  | 1.3 | 0.8 | 1.9 | 3.0 | 7.5  |
| 8  | Bob McAdoo          | 31   | 47 | 1  | 21.7 | 6.2 | 12.0 | .520 | 0.0 | 0.0 | .000 | 2.5 | 3.5 | .730  | 1.6 | 3.6 | 5.3 | 0.8  | 0.9 | 0.9 | 1.4 | 3.3 | 15.0 |
| 9  | Steve Mix           | 35   | 1  | 0  | 17.0 | 4.0 | 10.0 | .400 | 0.0 | 0.0 |      | 1.0 | 1.0 | 1.000 | 1.0 | 0.0 | 1.0 | 2.0  | 0.0 | 0.0 | 0.0 | 1.0 | 9.0  |
| 10 | Dwight Jones        | 30   | 32 | 0  | 15.3 | 1.9 | 4.1  | .470 | 0.0 | 0.0 | .000 | 1.0 | 1.5 | .667  | 0.9 | 2.7 | 3.6 | 0.7  | 0.4 | 0.3 | 1.1 | 2.6 | 4.9  |
| 11 | Mike McGee          | 23   | 39 | 7  | 9.8  | 1.8 | 4.2  | .423 | 0.0 | 0.2 | .143 | 0.4 | 0.6 | .739  | 0.8 | 0.5 | 1.4 | 0.7  | 0.3 | 0.1 | 0.7 | 1.3 | 4.0  |
| 12 | Eddie Jordan        | 28   | 35 | 0  | 9.5  | 1.1 | 3.8  | .303 | 0.1 | 0.5 | .188 | 0.3 | 0.5 | .647  | 0.2 | 0.5 | 0.7 | 2.3  | 0.9 | 0.0 | 1.5 | 1.5 | 2.7  |
| 13 | Clay Johnson        | 26   | 48 | 0  | 9.3  | 1.1 | 2.8  | .393 | 0.0 | 0.0 | .000 | 0.8 | 1.0 | .792  | 0.8 | 0.6 | 1.4 | 0.5  | 0.5 | 0.1 | 0.5 | 1.3 | 3.0  |
| 14 | Mark Landsberger    | 27   | 39 | 4  | 9.1  | 1.1 | 2.6  | .422 | 0.0 | 0.0 |      | 0.3 | 0.6 | .480  | 1.4 | 1.9 | 3.3 | 0.3  | 0.2 | 0.1 | 0.5 | 1.2 | 2.5  |
| 15 | Billy Ray Bates     | 26   | 4  | 0  | 6.8  | 0.5 | 4.0  | .125 | 0.0 | 0.0 |      | 0.3 | 0.5 | .500  | 0.3 | 0.0 | 0.3 | 0.0  | 0.3 | 0.0 | 0.0 | 0.3 | 1.3  |
| 16 | Joe Cooper          | 25   | 2  | 0  | 5.5  | 0.5 | 2.0  | .250 | 0.0 | 0.0 |      | 0.0 | 0.0 |       | 1.0 | 0.0 | 1.0 | 0.0  | 0.5 | 0.5 | 1.5 | 1.5 | 1.0  |

## Galardones y récords
| Jugador             | Galardón                               |
| Magic Johnson       | Mejor quinteto de la NBA All-Star      |
| Kareem Abdul-Jabbar | 2.º Mejor quinteto de la NBA All-Star  |
| Michael Cooper      | 2.º Mejor quinteto defensivo de la NBA |
| James Worthy        | Mejor quinteto de rookies de la NBA    |
| Jamaal Wilkes       | All-Star                               |